# ウィレム・ファン・コナイネンブルフ
ウィレム・アドリアーン・ファン・コナイネンブルフ（Willem Adriaan van Konijnenburg、1868年2月11日 - 1943年2月28日）は、オランダの画家である。ヤン・トーロップ（1858-1928）やヤン・スルイテルス（Jan Sluijters: 1881-1957）と並んでオランダの近代美術の指導的な画家になった。

## 略歴
デン・ハーグの役人の息子に生まれた。母親から絵を学んだ後、1884年からデン・ハーグの王立美術アカデミー（Academie van Beeldende Kunsten）で学び、1886年に卒業した。風景画家として活動を始め、オランダ南東部リンブルフ州のメールセンやその周辺で、フランスのバルビゾン派から影響を受けたスタイルの風景を描いた。初期の作品は評価されず、多くの作品は家族や友人、知人の手に渡った。
収入を補うために美術教師として働き、1895年から「De Kroniek」や「De Nederlandsche Spectator」といった定期刊行物のイラストレータとしても働き、1896年から1904年の間は、海運会社「Stoomboot-Reederij Fop Smit & Co.」の観光ポスターをデザインした。壁画や天井装飾品のデザインや、書籍の装丁、雑誌の表紙絵、イラストで収入に得た。
ハーグに設立された美術協会「プルクリ・スタジオ」や「ハーグ美術グループ（Haagse Kunstkring）」に作品を出展し、両方の協会のメンバーになった。生涯を通じて、リンブルフ州南部で多くの時間を過ごした。
1917年にハーグで1910年から1917年までの30点の作品を展示し評価された。この展覧会以降、ヤン・トゥーロップやヨハン・トルン・プリッカー（1868-1932）、アントゥーン・デルキンデレン（Antoon Derkinderen: 1859-1925）、リカート・ローラント・ホルスト（1868-1938)らと共に論じられた。特に母親の肖像画が注目され、人気のある肖像画家になった。国内外の展覧会に出展し、ベルギーのローマ賞などの審査員なども務めた。1920年代から現在アムステルダム市立美術館に収蔵されている大作「Zacharia」を描き、デルフトの新教会(Nieuwe Kerk)のステンドグラスのデザインもした。オランダの何点かの切手のデザインをしたことでも知られている。
ドイツによるオランダ占領中のハーグで1943年に亡くなった。

## 作品

リンブルフの風景（1888）
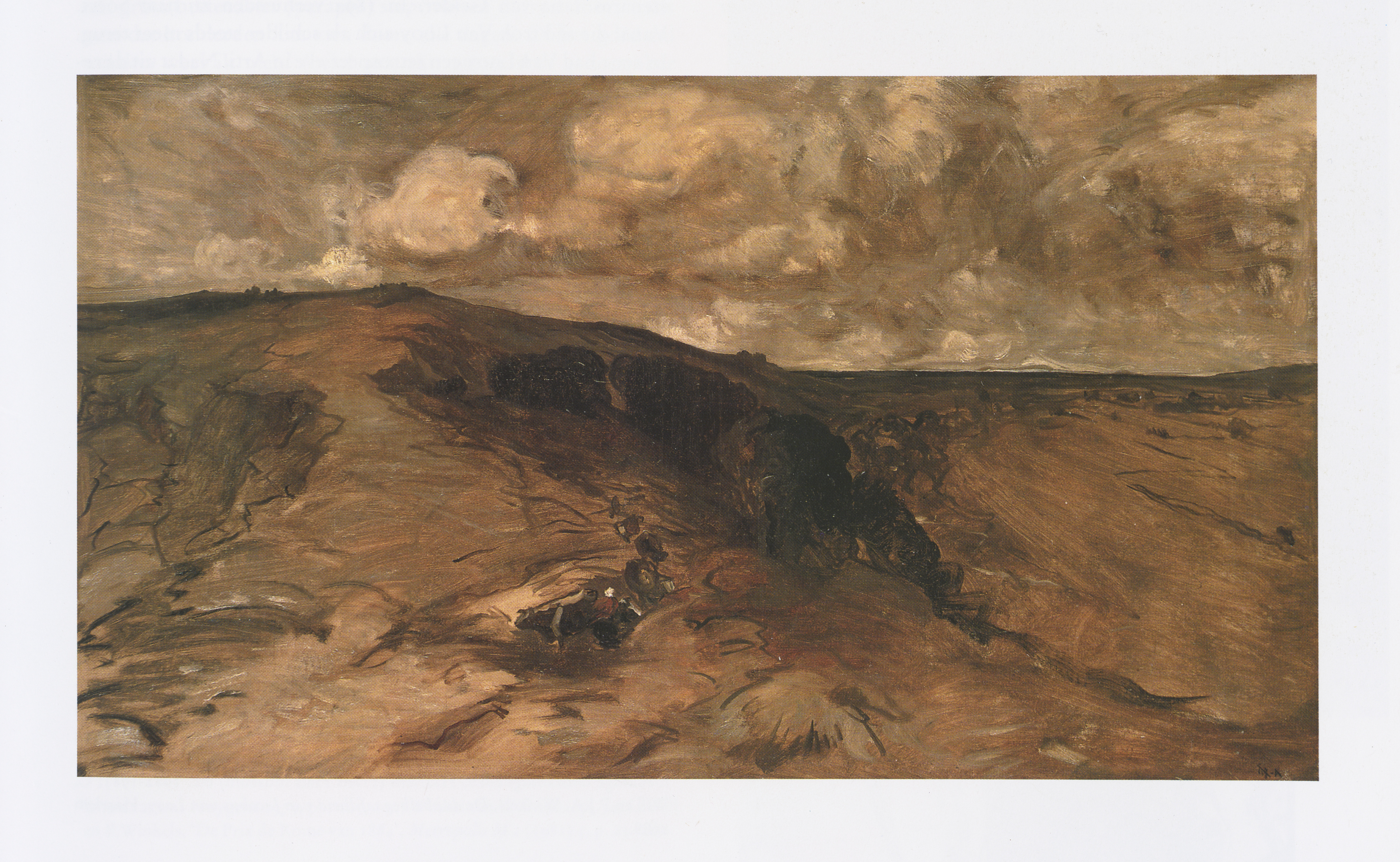
南リンブルフの丘陵(1890)
聖ヨハネと竜 (1914) Museum Catharijneconvent Utrecht

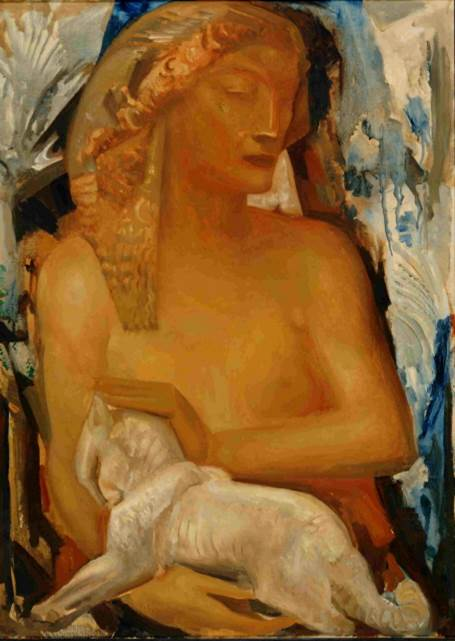
白い猫を抱く女性（1916）
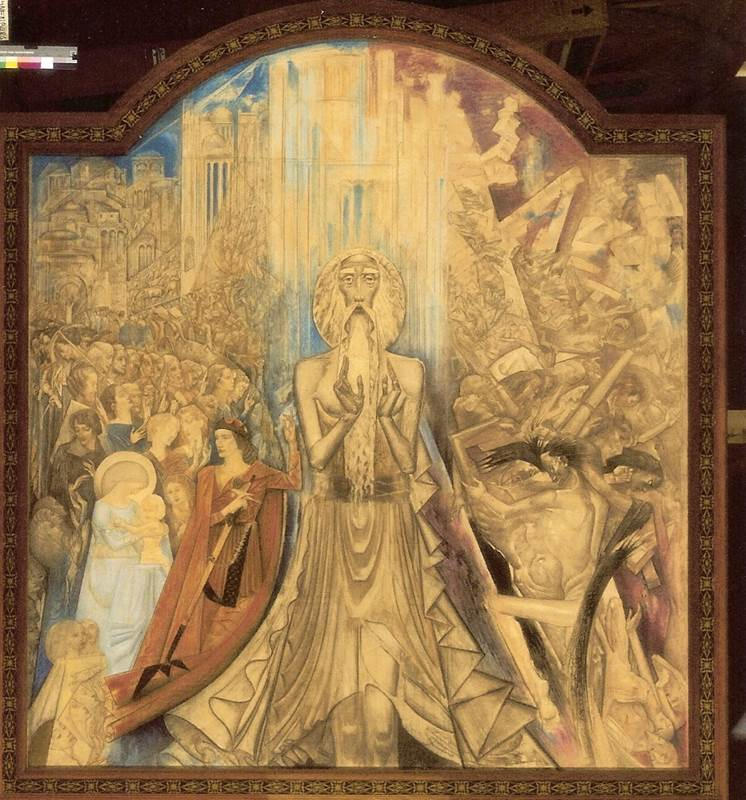
Zacharia (1920-1921)
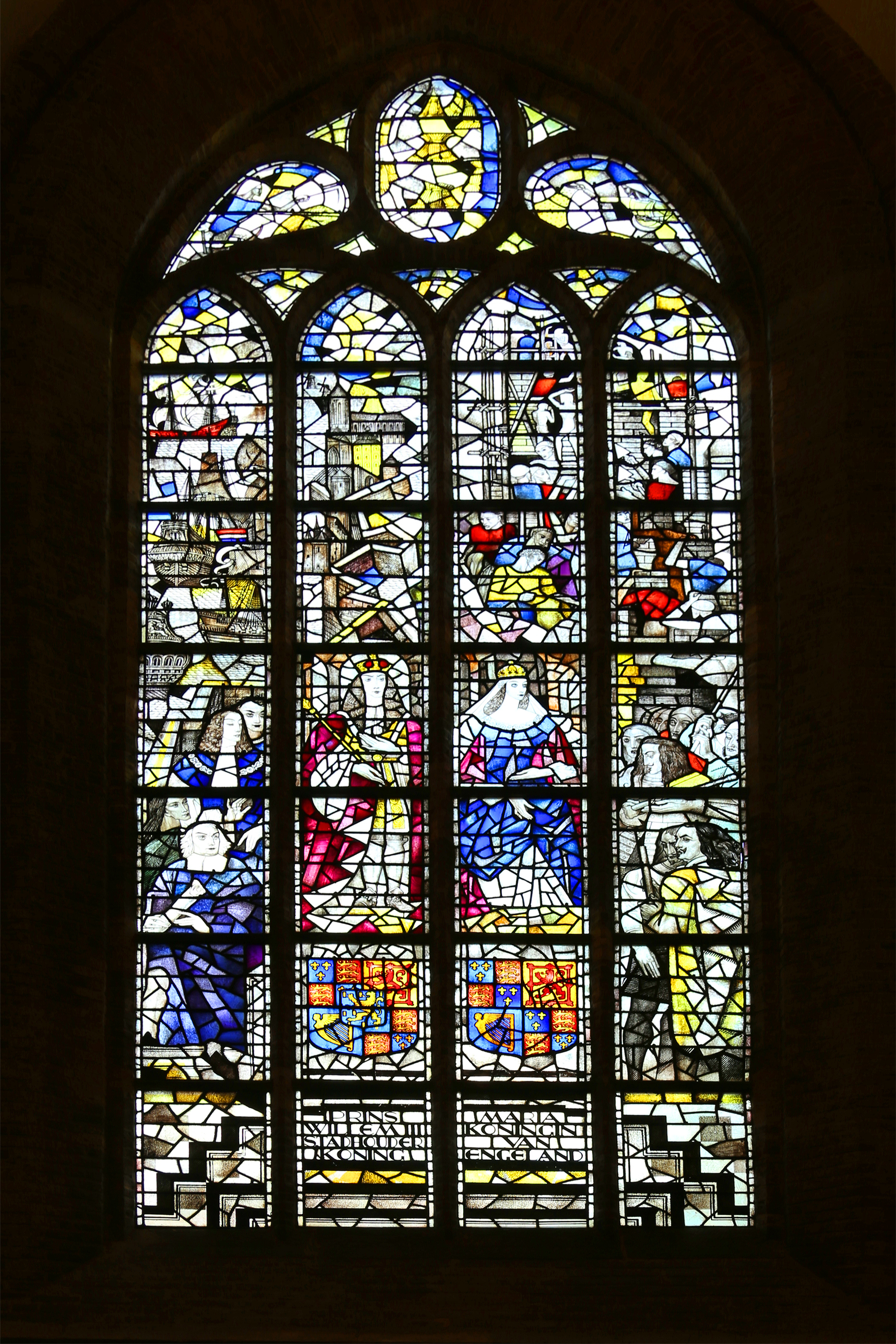
デルフトの新教会(Nieuwe Kerk)のステンドグラス
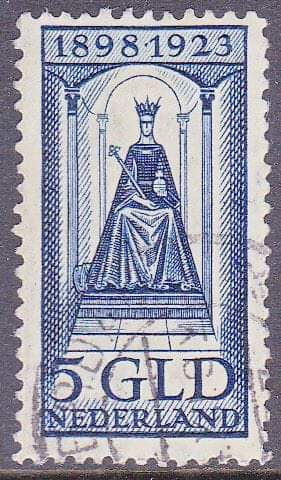
1928年のファン・コナイネンブルフのデザインした切手